# دلالة مصطلح
دلالة المصطلح في علم اللسانيات، هو المعنى الذي يدل عليه أحد المصطلحات بحسب سياق معين. فعلى سبيل المثال، توجد معاني عديدة في المعاجم لمصطلح "استوى"، حيث يختلف كل معنى منها تبعًا لسياق استخدام المصطلح في الجملة. في ما يلي اختلاف معاني مصطلح "استوى" بحسب سياقه:
"يا أطفال, هلموا إلى المائدة فقد استوى الطعام أخيرا". معنى مصطلح استوى هنا هو نضج الطعام وأنه طُبخ جيد وأصبح جاهزًا للأكل.

"الرحمن على العرش استوى". معنى مصطلح استوى هنا هو جلوس وعلو وارتفاع الله سبحانه وتعالى على عرشه.

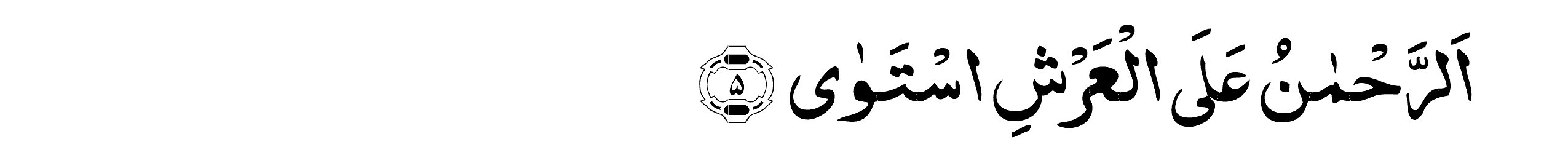
صورة للآية في سورة طه التي ورد فيها فعل استوى بمعنى علا وجلس وارتفع.

من الأفضل للإنسان والحاسوب، أثناء قراءة الكلمات، استخدام عملية تُعرف بفك التباس دلالة الكلمة لاستنتاج المعنى المرجح للكلمة في السياق المعين. تعتمد هذه العملية على السياق لتضييق نطاق الدلالات المحتملة إلى الأكثر احتمالًا. يشمل السياق عناصر مثل الأفكار التي تنقلها الكلمات المجاورة والعبارات القريبة، والغرض المعروف أو المحتمل ومستوى اللغة المستخدم في المحادثة أو النص، بالإضافة إلى التوقيت والمكان المشار إليهما أو المفهومين ضمنيًا. لذلك، فإن عملية التحديد هذه حساسة للسياق بشكل كبير. 